# Partit del Centre Democràtic
El Partit del Centre Democràtic (PCD), també anomenat Partit de Centre Nacional Republicà (PCNR), fou un partit polític d'ideologia centrista que va existir durant la Segona República espanyola.

## Història
Va ser creat pel llavors President del Consell de ministres Manuel Portela Valladares de cara a les eleccions del 16 de febrer de 1936, inspirant-se en el Partit Republicà Progressista de Niceto Alcalá-Zamora i amb la idea de crear un partit que aglutinés al centrisme espanyol. En contra de l'esperat, Portela Valladares es va trobar amb nombroses dificultats per a aconseguir organitzar la nova formació política. L'Espanya d'aquella època havia evolucionat tant com perquè un partit creat des del poder pogués obtenir un èxit immediat amb l'assistència de l'administració. Portela va intentar retardar la celebració dels comicis almenys un mes per guanyar temps, però tant el President de la República com l'oposició conservadora es van negar.
El 28 de gener Portela va presentar en públic el manifest fundacional del partit, en el qual va fer una crida a favor de l'ordre constitucional i el progrés, i alhora rebutjant tant la "guerra civil" com la "revolució roja". Per a l'historiador Stanley G. Payne Portela va fracassar en el seu intent de presentar la nova formació en públic, ja que no va oferir una imatge clara i el manifest estava replet de vaguetats. El Partit del Centre Democràtic solament va aconseguir formar llistes en la meitat dels districtes electorals, establint aliances puntuals amb forces tant de dreta com d'esquerra, presentant 89 candidats.
En les eleccions el partit va obtenir en la primera volta 21 escons, que es van quedar en 17 en la segona volta, amb un 3,51% dels vots, la qual cosa es tradueix en 333.200 vots. Tanmateix, davant la victòria de les candidatures agrupades en el Front Popular, Portela Valladares va dimitir precipitadament i ni tan sols va esperar a la confirmació dels resultats electorals. Durant els següents mesos el PCD amb prou feines va destacar en la vida política.
Després del començament de la Guerra civil, el Partit del Centre Democràtic va desaparèixer de l'escena política, encara que el seu líder Portela Valladares va conservar la seva acta de diputat i va arribar a participar en una reunió de les Corts generals a València, al novembre de 1937.